# WWRC
WWRC  ist ein US-amerikanisches Talkradio in Washington, D.C., das unter der Markenbezeichnung 1260 The Answer sendet. Die Station ist eines der Flaggschiffe der konservativen Talkradios von Salem Communications und befindet sich im internen Konzernranking auf Platz 3.

## Geschichte
Die Station startete als WOL 1928. 1950 erhielt die Station das Rufzeichen WWDC und die Frequenz 1260 kHz, die sie für den Rest des Jahrhunderts behielt. 2001 erhielt die Station das heutige Rufzeichen WWRC. Durch die 1960er Jahre hatten bekannte US-Radiogrößen und Musiker wie Jimmy Dean und Fred Fiske Sendungen auf WWRC.
Die Station gehörte zu dem Affiliates von Air America und übertrug bis zu dessen Auflösung ein liberales Talkprogramm.

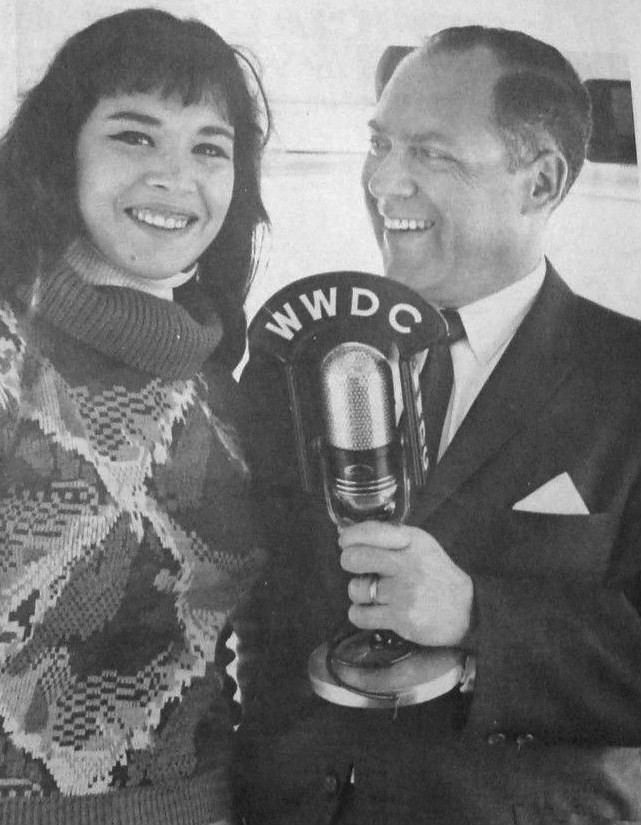
Fred Fiske und Gale Garnett bei WWRC 1964 mit dem damaligen Rufzeichen WWDC auf dem Mikrofon.

Nach diversen Formatwechseln wurde die Station 2010 dem heutigen Besitzer Salem Media verkauft. Vor dem Kauf übertrug die Station als Lizenznehmerin Football-Spiele der Washington Redskins und der University of Notre Dame.
Seit 4. November 2014 verwendet die Station das Branding der Talkradios von Salem „The Answer“ als „1260 The Answer“. WWRC hat eine Reihe von populären konservativen Radio-Hosts im Programm. Dazu gehören Shows von iHeartMedia, Radio America und Salem Radio Network. Unter anderem wird die Sean Hannity Show und die „The Dana Show“ gesendet.

## Empfang
WWRC versorgt die Metropolregion Washington auf Mittelwelle 1260 kHz mit seinem Programm. Der 35-kW-Sender wird nachts auf 5 kW gedrosselt.